# Kaitsepolitseiamet
Kaitsepolitseiamet, som i översättning betyder säkerhetspolisen, eller egentligen skyddspolisen är en estnisk myndighet.
Kaitsepolitseiamet lyder under Inrikesministeriet och blev en självständig myndighet 1993. Sedan 2001 är den en säkerhetsmyndighet och inte längre en polismyndighet.

## Uppdrag
- Underrättelseinsamling och underrättelsebearbetning av information rörande aktiviteter som hotar landets konstitutionella ordning eller territoriella integritet.
- Bekämpning av aktiviteter som hotar landets konstitutionella ordning eller territoriella integritet.
- Förhindar och bekämpa underrättelseverksamhet riktad mot staten samt skydd av statshemligheter.
- Bekämpa terrorism.
- Bekämpa och utreda politisk och administrativ korruption.[1]